# Ramadan
Ramadan (arab. ‏رمضان‎, ramaḍān; per., paszto, czecz. ramzan; tur. ramazan; beng. রমজান, ramajāna) – dziewiąty miesiąc kalendarza muzułmańskiego. Dla muzułmanów jest święty, gdyż w tym miesiącu rozpoczęło się objawianie Koranu – archanioł Gabriel (arab. Dżibril) ukazał się Mahometowi, przekazując kilka wersów przyszłej świętej księgi islamu.
Podczas trwania ramadanu od świtu do zachodu Słońca muzułmaninowi nie wolno spożywać żadnych pokarmów, pić żadnych napojów (w tym wody) ani uprawiać seksu (→ saum). Ostatni posiłek przed kolejnym dniem postu jedzą przed świtem – w momencie kiedy usłyszą wołanie do porannej modlitwy fadżr, powstrzymują się od dalszego jedzenia i picia. W ramadanie muzułmanie zwykle spożywają dwa posiłki – iftar po zachodzie słońca oraz suhur przed świtem. Jednak obowiązkiem muzułmanina podczas ramadanu jest szczególna wstrzemięźliwość nie tylko wobec doznań cielesnych, ale i wewnętrznych złych skłonności do fałszu, obłudy, obmowy, kłamstw.
Post to inaczej ochrona przed karą Allaha. Ci, którzy poszczą, wchodzą do raju z bramy „ar-Rajan” (gdzie raj ma 8 bram, piekło 7, a odległość między bramami wynosi 70 lat). Kobiety ciężarne, karmiące matki, osoby chore psychicznie i podróżujący nie muszą przestrzegać ramadanu. W zamian mogą wybrać sobie 30 dowolnych dni w ciągu roku na post, a w czasie ramadanu nakarmić przynajmniej jedną osobę, której nie stać na przyzwoity posiłek. Al-Buchari wyraźnie nakazuje, aby podczas ramadanu wstrzymywać się od wszelkich konfliktów i walk: „kiedy pościsz, nie powinieneś mówić złych rzeczy ani krzyczeć, a jeśli ktoś będzie chciał kogoś przekląć lub z nim walczyć, niech powie: – poszczę”.
Obchodzenie Ramadanu według badań zrealizowanych przez TGM Research w 2022 i 2023 roku wśród muzułmanów było szeroko rozpowszechnione. Średni odsetek osób stwierdzających, że obchodzą Ramadan wyniósł ponad 94% wśród 18 badanych krajów i terytoriów. Regiony z wysokimi wskaźnikami obchodzenia Ramadanu wśród muzułmanów obejmują Azję Południowo-Wschodnią, Azję Południową, Bliski Wschód i Afrykę Północną oraz większość Afryki Subsaharyjskiej. Odsetek jest nieznacznie niższy w Azji Środkowej oraz w Europie Południowo-Wschodniej (ponad 80%).
| 1400 | 14 lipca 1980        | 11 sierpnia 1980     |
| 1401 | 3 lipca 1981         | 31 lipca 1981        |
| 1402 | 23 czerwca 1982      | 21 lipca 1982        |
| 1403 | 12 czerwca 1983      | 11 lipca 1983        |
| 1404 | 31 maja 1984         | 29 czerwca 1984      |
| 1405 | 21 maja 1985         | 19 czerwca 1985      |
| 1406 | 10 maja 1986         | 8 czerwca 1986       |
| 1407 | 29 kwietnia 1987     | 28 maja 1987         |
| 1408 | 17 kwietnia 1988     | 16 maja 1988         |
| 1409 | 7 kwietnia 1989      | 6 maja 1989          |
| 1410 | 27 marca 1990        | 25 kwietnia 1990     |
| 1411 | 17 marca 1991        | 15 kwietnia 1991     |
| 1412 | 6 marca 1992         | 4 kwietnia 1992      |
| 1413 | 23 lutego 1993       | 24 marca 1993        |
| 1414 | 12 lutego 1994       | 13 marca 1994        |
| 1415 | 1 lutego 1995        | 2 marca 1995         |
| 1416 | 22 stycznia 1996     | 19 lutego 1996       |
| 1417 | 10 stycznia 1997     | 8 lutego 1997        |
| 1418 | 31 grudnia 1997      | 29 stycznia 1998     |
| 1419 | 20 grudnia 1998      | 18 stycznia 1999     |
| 1420 | 9 grudnia 1999       | 7 stycznia 2000      |
| 1421 | 27 listopada 2000    | 26 grudnia 2000      |
| 1422 | 16 listopada 2001    | 15 grudnia 2001      |
| 1423 | 6 listopada 2002     | 5 grudnia 2002       |
| 1424 | 27 października 2003 | 24 listopada 2003    |
| 1425 | 15 października 2004 | 13 listopada 2004    |
| 1426 | 5 października 2005  | 2 listopada 2005     |
| 1427 | 24 września 2006     | 23 października 2006 |
| 1428 | 13 września 2007     | 12 października 2007 |
| 1429 | 1 września 2008      | 30 września 2008     |
| 1430 | 22 sierpnia 2009     | 20 września 2009     |
| 1431 | 11 sierpnia 2010     | 9 września 2010      |
| 1432 | 1 sierpnia 2011      | 29 sierpnia 2011     |
| 1433 | 20 lipca 2012        | 18 sierpnia 2012     |
| 1434 | 9 lipca 2013         | 7 sierpnia 2013      |
| 1435 | 28 czerwca 2014      | 27 lipca 2014        |
| 1436 | 18 czerwca 2015      | 16 lipca 2015        |
| 1437 | 6 czerwca 2016       | 5 lipca 2016         |
| 1438 | 27 maja 2017         | 24 czerwca 2017      |
| 1439 | 16 maja 2018         | 14 czerwca 2018      |
| 1440 | 6 maja 2019          | 4 czerwca 2019       |
| 1441 | 24 kwietnia 2020     | 23 maja 2020         |
| 1442 | 13 kwietnia 2021     | 12 maja 2021         |
| 1443 | 2 kwietnia 2022      | 1 maja 2022          |
| 1444 | 23 marca 2023        | 20 kwietnia 2023     |
| 1445 | 11 marca 2024        | 9 kwietnia 2024      |
| 1446 | 1 marca 2025         | 30 marca 2025        |
| 1447 | 18 lutego 2026       | 19 marca 2026        |
| 1448 | 8 lutego 2027        | 9 marca 2027         |
| 1449 | 28 stycznia 2028     | 26 lutego 2028       |
| 1450 | 16 stycznia 2029     | 14 lutego 2029       |
| 1451 | 5 stycznia 2030      | 3 lutego 2030        |
| 1452 | 26 grudnia 2030      | 23 stycznia 2031     |
| 1453 | 16 grudnia 2031      | 13 stycznia 2032     |

Po zakończeniu ramadanu następuje święto Id al-Fitr.